# Barbara Kappel
Barbara Kappel, née le 16 février 1965 à Reith im Alpbachtal, est une femme politique autrichienne, membre du Parti de la liberté d'Autriche (FPÖ).

## Biographie
Barbara Kappel étudie les sciences économiques et sociales à l'université d'Innsbruck et obtient un doctorat en économie à l'université de Vienne. 
Elle est élue au Landtag de Vienne en 2010. Elle en démissionne en 2014, à la suite de son élection au Parlement européen lors des élections européennes de 2014. Elle siège dès lors parmi les non-inscrits puis au sein du groupe Europe des nations et des libertés à partir du mois juin 2015, et est membre de la Commission de l'industrie, de la recherche et de l'énergie.